# Aloe cyrtophylla
Aloe cyrtophylla é uma espécie de liliopsida do gênero Aloe, pertencente à família Asphodelaceae.